# Inhibitor enzimatic

Un situs de legare enzimatic, care în mod normal va lega o moleculă de substrat, poate lega și un ihibitor competitiv, ceea ce va duce la imposibilitatea legării substratului. De exemplu, metotrexatul are efect de inhibiție asupra enzimei dihidrofolat-reductază, prevenind legarea acidului folic de situsul ei activ.
(albastru: situs de legare; verde: inhibitor; negru: substrat)

Un inhibitor enzimatic este o substanță chimică care se leagă de o enzimă cu scopul de a descrește activitatea acesteia. Prin blocarea activității enzimatice, medicamentele care sunt inhibitori enzimatici pot distruge agenții patogeni sau pot corecta anumite dezechilibre metabolice. Aceeași idee este valorificată și în cazul pesticidelor. Totuși, nu toate moleculele care se leagă de enzime sunt inhibitori: există și compuși activatori enzimatici, care vor crește activitatea acestora. 